# Isabella Neville
Isabella Neville, född 5 september 1451, död 12 december 1476 var en engelsk adelskvinna, äldre dotter till Rikard Neville, earl av Warwick, kungamakaren under Rosornas krig, och äldre syster till drottning Anne Neville.
Hon gifte sig 1469 med George, hertig av Clarence. Hon var mor till Margaret Pole, grevinna av Salisbury och Edvard, earl av Warwick.